# Windows Vista Starter

Logo van Windows.

Windows Vista Starter is een uitgeklede versie van Windows Vista. De versie werd ontwikkeld voor ontwikkelingslanden en is daarom een stuk goedkoper.

## Beschrijving
Windows Vista Starter is een kleinere en goedkopere versie van Windows Vista. Met de prijs van 30 dollar (ongeveer 22,25 euro) en cursussen in zeventig talen is deze software geschikt voor een breed aantal ontwikkelinglanden. Dit is niet de eerste keer dat Microsoft een goedkopere versie maakt van een besturingssysteem. Eerder heeft Microsoft al een startersversie van Windows XP gemaakt (Microsoft Windows XP Starter Edition).
De versie wordt verkocht in 139 landen, waaronder Rusland, Brazilië, China, Nepal, Indonesië, Mexico, Pakistan, de Filipijnen en Thailand.

## Taken
De volgende taken kunnen met deze versie uitgevoerd worden:
- Internetten
- Communiceren
- Muziek beluisteren en video’s bekijken
- Foto’s opslaan en bewerken
- Ouderlijk toezicht toepassen
- Installeren van simpele programma’s
- Updates downloaden

## Nadelen
De Vista Starter versie heeft een aantal nadelen:
- Er kunnen niet meer dan drie applicaties tegelijk aanstaan.
- Vista Starter heeft een maximale resolutie van 1024x768.
- Het nieuwe uiterlijk van Vista is niet te gebruiken met de Starter-versie.
- Het is niet mogelijk om zwaardere applicaties te installeren.
- Het branden van een schijf gaat erg langzaam.